# Olaus Petriskolan

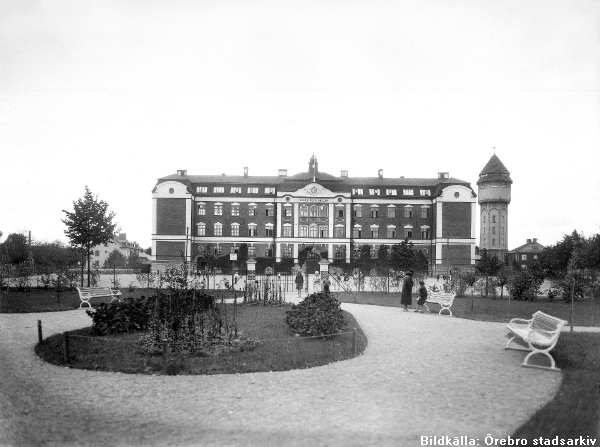
Den gamla Olaus Petriskolan på 1920-talet. Till höger om skolan ses Norra vattentornet. Båda byggnaderna är rivna.

Olaus Petriskolan är en grundskola på Norr i Örebro. Det är en kommunal skola som omfattar klasserna F-9.
Olaus Petriskolan invigdes 1908 som Norra folkskolan. Den ritades av arkitekt Carl Nissen. Namnbytet till Olaus Petriskolan skedde år 1925 och kan ha inspirerats av den närbelägna Olaus Petrikyrkan. Skolan har 430 elever (2013).
Då skolbyggnaden blivit föråldrad, tog man år 1960 beslut om att riva den, och ersätta den med en ny byggnad. Byggnationen av den nya skolan, som är belägen invid Hovstavägen, påbörjades medan den gamla stod kvar. Den nya skolan invigdes år 1964, och den gamla revs året därpå. I början av 2000-talet byggdes skolan om sedan den närbelägna Lillåstrandskolan hade inkorporerats i verksamheten. Under den termin som skolan byggdes om hölls alla teoretiska lektioner på I 3 som ligger på behagligt gångavstånd från skolan.
Idag utgör upptagningsområdet, för låg- och mellanstadiedelen (årskurs 1–6), stora delar av Örebros nordöstra stadsdelar och för högstadiedelen (årskurs 7–9) ingår även närliggande orter; exempelvis Glanshammar. Skolan har år 2007 omkring 400 elever, fördelade på sammanlagt 14 klasser. Sedan början av 2000-talet har Olaus Petriskolan klasser med musik- respektive fotbollsprofil. Från och med 2007 tillämpar man på skolan det webbaserade informationssystemet Skola 24. Sedan läsåret 2018 är skolan uppdelad på två geografisk skilda enheter, F-6 finns på norr i Örebro och 7-9 finner man i centrala delarna av staden vid Oscarsparken.